# Joseph Pletinckx
Joseph Pletinckx est un joueur de water-polo belge né le 13 juin 1888 et mort en 1971.

## Biographie
Joseph Pletinckx remporte avec l'équipe de Belgique de water-polo masculin la médaille d'argent aux Jeux olympiques d'été de 1908 à Londres, aux Jeux olympiques d'été de 1920 à Anvers, aux Jeux olympiques d'été de 1924 à Paris, et la médaille de bronze aux Jeux olympiques d'été de 1912 à Stockholm.